# 3 кума
3 кума је вестерн филм из 1948. године режисера Џона Форда. Главне улоге играју: Џон Вејн, Хари Кари млађи и Педро Армендариз

## Улоге
| Глумац           | Улога                      |
| ---------------- | -------------------------- |
| Џон Вејн         | Роберт Мармадјук Хајтауер  |
| Хари Кари млађи  | Вилијам Карни "Абилин Кид" |
| Педро Армендариз | Педро "Пит" Фуерте         |
| Милдред Натвик   | мајка                      |
| Вард Бонд        | Перли "Бак" Свит           |
| Меј Марш         | госпођа Свит               |
| Џејн Дарвел      | госпођица Флори            |
| Гај Киби         | судија                     |